# Clădirea Reichstagului

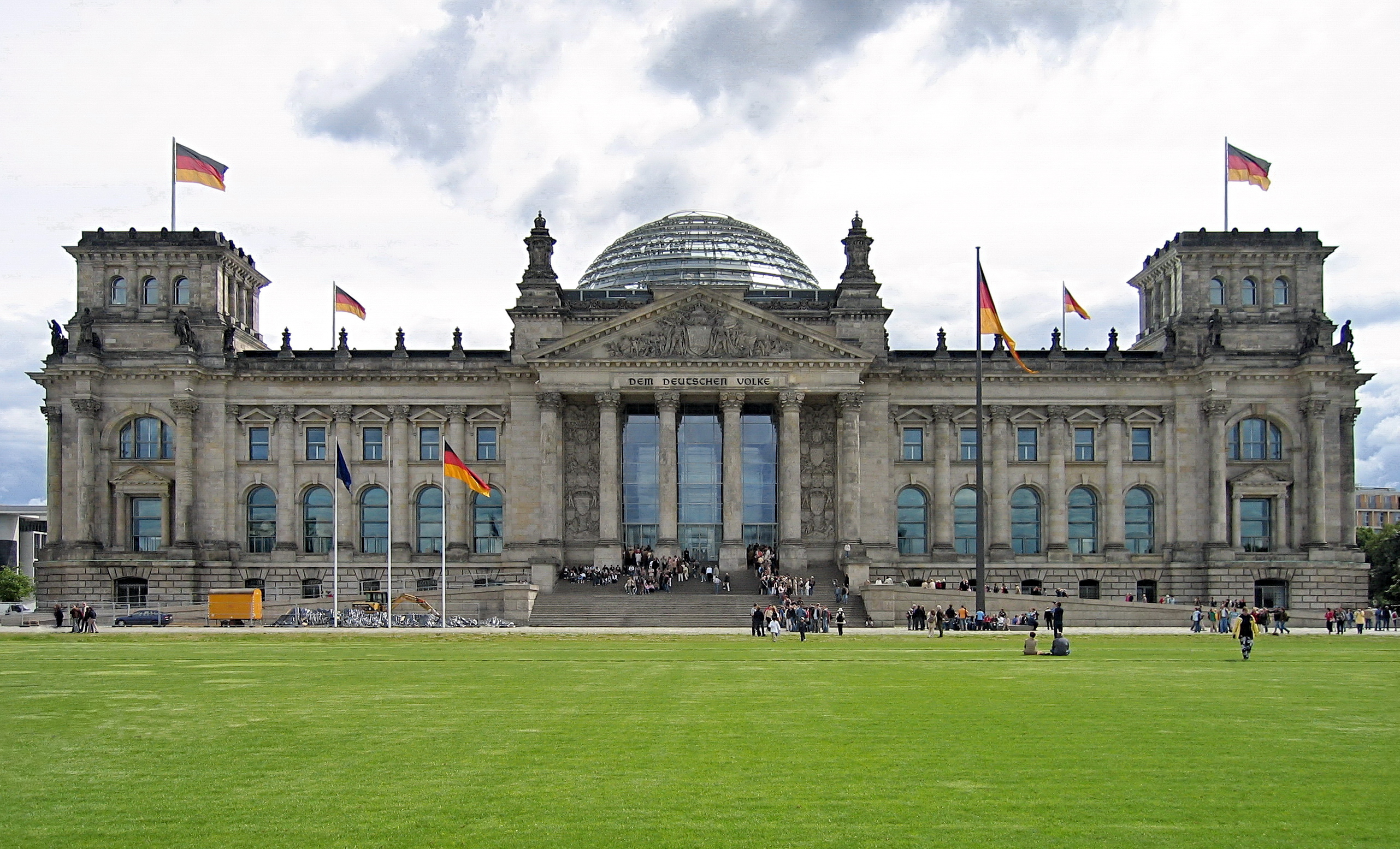
Reichstag, 2005

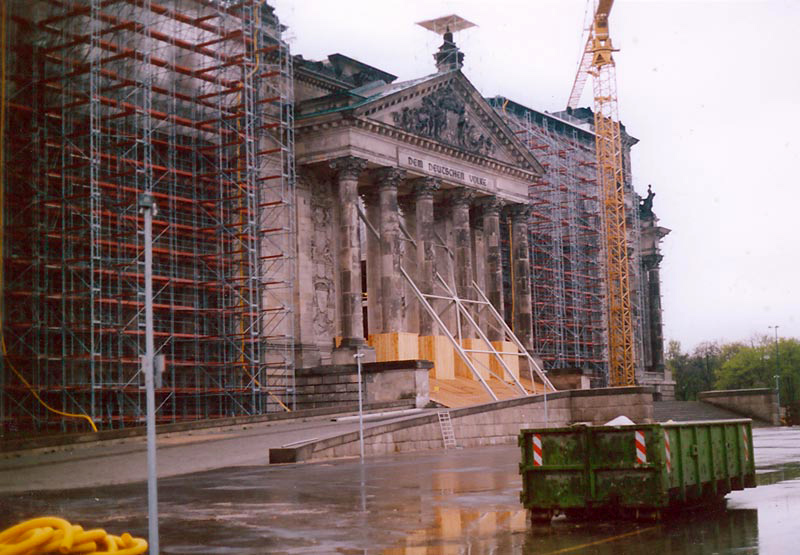
Reichstag, 1995

Clădirea parlamentului german numită Reichstag este situată în centrul Berlinului în cartierul Berlin-Tiergarten. Tot Reichstag s-a numit și parlamentul german din timpul Imperiului German. Aici a avut loc prima adunare parlamentară din țările germane.

## Istoric

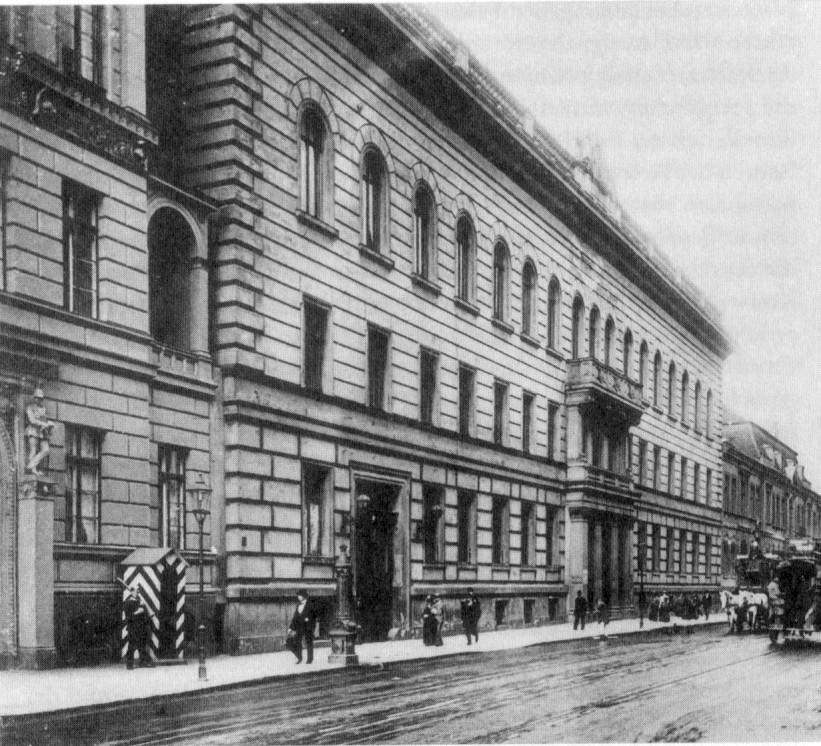
Palatul Prusac, 1898

Primul sediu al parlamentului în Berlin a fost „Palatul Prusac” de pe strada Leipzigului, aici a avut loc adunarea începând din anul 1867 din patru în patru ani, adunarea fiind dominată de „Liga germană de Nord”. După constituirea în anul 1871 a Imperiului German, vin în parlament și deputați din statele germane din sud. Acest lucru determină necesarul unei clădiri mai mari. La data de 19 apilie 1871 a fost propusă o amenajare nouă a clădirii, cererea a fost însă respinsă de parlament, neprimind o majoritate de voturi. O comisie parlamentară este însărcinată să găsească o clădire adecvată. După 70 de zile este aleasă clădirea manufacturii de porțelan de pe strada Leipzig nr. 75 ca sediu provizoriu pe o perioadă de 5 - 6 ani, periodă care totuși a durat 23 de ani.
Tot Reichstag-ul a fost sediul parlamentului Republicii de la Weimar. În noaptea de 27 spre 28 februarie 1933 clădirea parlamentului a fost cuprinsă de flăcări, sala plenară și unele încăperi învecinate au ars complet. A fost o incendiere intenționată care însă nu este clarificată nici până azi. Naziștii germani au luat incendiul drept pretext pentru impunerea politicii lor.
Începând din anul 1979 tot în această clădire are loc la fiecare cinci ani și întrunirea organului de stat Bundesversammlung (Adunarea Federală), pentru alegerea președintelui statului.
După reunificarea Germaniei în 1989 clădirea Reichstag este din nou sediul parlamentul Germaniei, numit Bundestag. Între 1994 și 1999 clădirea a fost renovată și modernizată, ca să satisfacă noile cerințe. Mulțumită arhitectului Norman Foster, clădirea a primit o nouă cupolă de sticlă.